# Vrå (Hjørring Kommune)
 For alternative betydninger, se Vrå. (Se også artikler, som begynder med Vrå)
Vrå er en stationsby i Vendsyssel med 2.592 indbyggere  (2024), beliggende i Vrå Sogn. Byen ligger i Hjørring Kommune og hører til Region Nordjylland.
Vrå er først og fremmest kendt for Vrå Højskole, der en gammel folkehøjskole fra 1872 og den første af sin slags i Vendsyssel. Nær Højskolen findes museet Kunstbygningen i Vrå. Her findes en stor kunstsamling, Engelund-samlingen, med værker af kunstneren Svend Engelund.
Et andet sted i byen findes Børnenes Jord, – et fristed for byens børn og unge, grundlagt i 1968 efter en fællesindsats af en del forældre med Carl Scharnberg i spidsen.

## Historie
I 1875 beskrives forholdene således: "Kirken, ene beliggende, Præstegaraden, tæt ved Kirken, og Jernbanestation nordvest for samme; Byen Nørre-Vrå med Skole; Sønder-Vrå med Skole og 2 Vejmøller".
Ved århundredeskiftet beskrives Vrå således: "Vrå Kirke og nærved: Præstegd., og Stationsbyen Vrå med Skole, Folkehøjskole (opr. 1872 i Stensum, 1890 flyttet hertil), Baptisternes Forsamlingshus (opf. 1893), Sparekasse for V.-Em Sogne (opr. 6/2 1871; 31/3 1898 var Sparernes saml. Tilgodehav. 349,476 Kr., Rentefoden 4 pCt., Reservefonden 23,712 Kr., Antal af Konti 1007), Lægebolig, Gæstgiveri, Afholdshjem, Andelsmejeri, Jærnbane-, Telegraf- og Telefonstation, Postekspedition og Valgsted for Amtets 4. Folketingskr." Allerede ved århundredeskiftet var Vrå en forholdsvis stor by, og den voksede hurtigt frem til 1. verdenskrig: 622 indbyggere i 1901, 731 i 1906, 1.039 i 1911 og 1.297 i 1916.
Både i mellemkrigstiden og efter 2. verdenskrig var stationsbyen voksende: 1.490 indbyggere i 1921, 1.510 i 1925, 1.553 i 1930, 1.680 i 1935, 1.690 i 1940, 1.736 i 1945, 1.936 i 1950, 1.959 i 1955, 1.994 i 1960 og 1.971 i 1965. I 1930 var erhvervssammensætningen: 111 levede af landbrug, 497 af industri og håndværk, 219 af handel, 143 af transport, 110 af immateriel virksomhed, 186 af husgerning, 279 var ude af erhverv og 8 havde ikke angivet oplysninger. Både som industriby, som lokalt jernbaneknudepunkt og som oplandsby spillede Vrå en rolle i hele denne periode.